# Amphiclada
Amphiclada é um gênero de mariposa pertencente à família Acrolepiidae.